# G.H. Lantman
George Henri Lantman (Amsterdam, 24 juli 1875 – Amsterdam, 18 november 1933) was een Nederlands ontwerper, metaaldrijver, edelsmid en docent.

## Leven en werk
Lantman volgde een opleiding aan de School voor Kunstnijverheid in Haarlem, en ging verder in de leer bij Frans Zwollo sr.. Hij begon zijn loopbaan als metaaldrijver, en werkte later als edelsmid voornamelijk in tombak. Van 1912 tot 1932 was hij tevens docent aan het Instituut voor Kunstnijverheidsonderwijs in Amsterdam. Met zijn gezin woonde hij aan de Amsterdamseweg in Amstelveen, waar zijn vrouw een drogisterij had.
Lantman maakte onder andere klokken, vazen, lampen, schalen en sieraden. Zijn stijl kenmerkt zich als art nouveau. Werk van hem is in het bezit van het Rijksmuseum Amsterdam, het Drents Museum en de Beurs van Berlage.
In de Oude Kerk in Amsterdam hangt een door hem vervaardigde plaquette ter nagedachtenis aan de organist Jan Pieterszoon Sweelinck. Ook de bronzen plaat op het grafmonument van dierentuindirecteur Coenraad Kerbert, te zien in Artis, is van de hand van Lantman.

## Werken

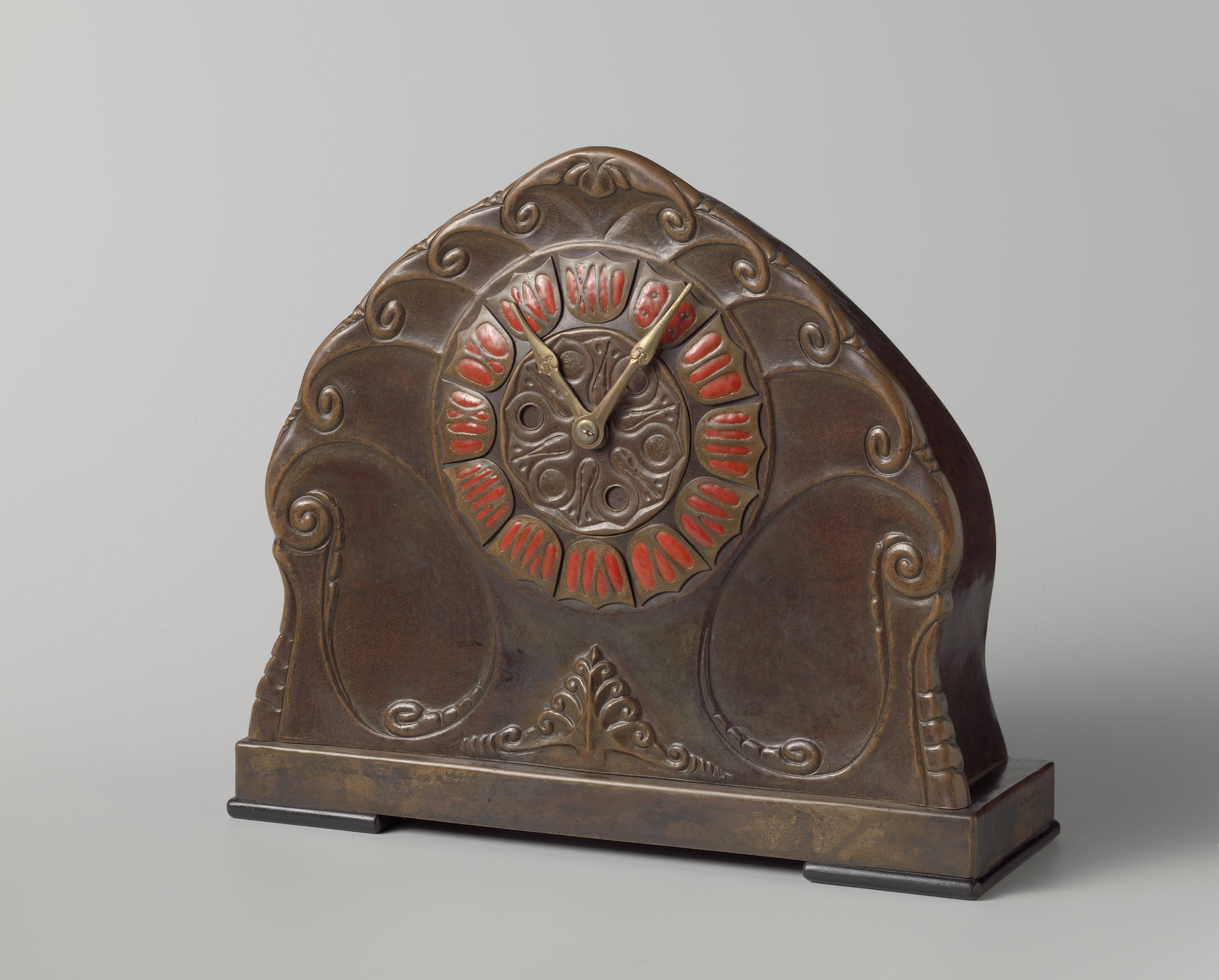
Pendule met art deco-ornament 1929, gesigneerd G.H. Lantman
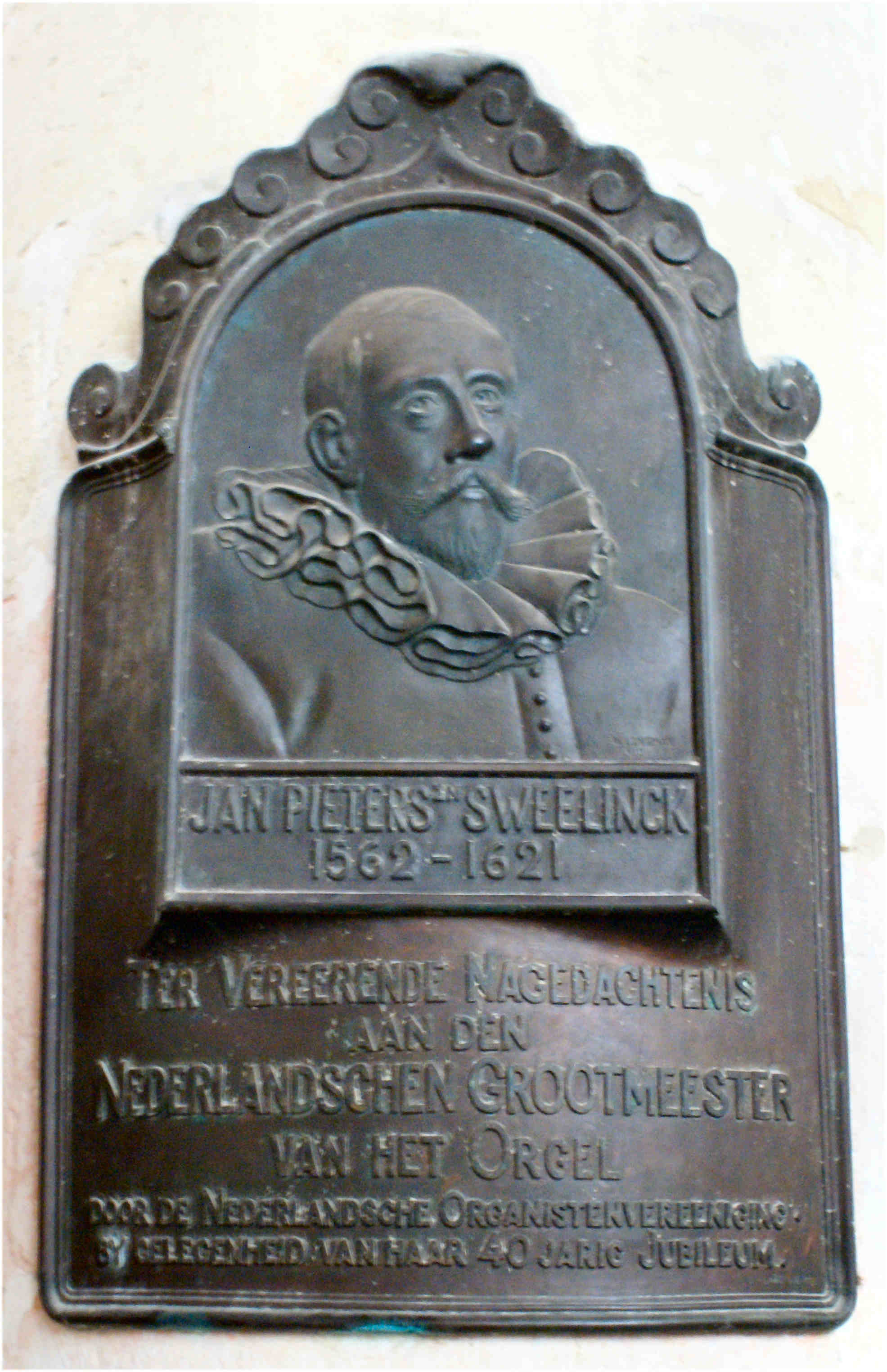
Plaquette in Oude Kerk te Amsterdam ter nagedachtenis aan Jan Pieterszoon Sweelinck
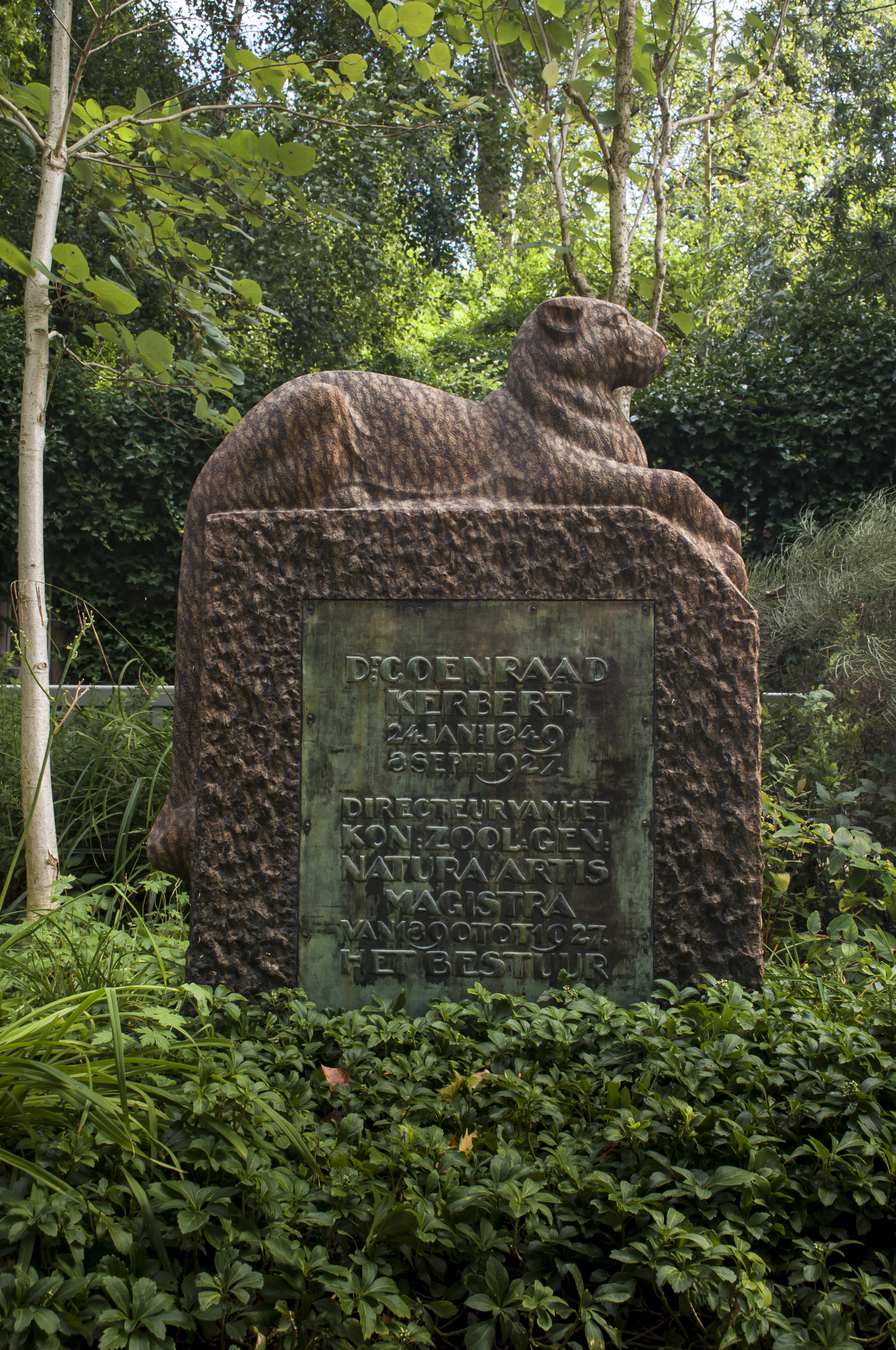
Bronzen plaat op het grafmonument van Coenraad Kerbert in Artis